# Nord bei Nordwest – Das Nolden-Haus
Nord bei Nordwest – Das Nolden-Haus ist ein deutscher Fernsehfilm aus dem Jahr 2025. Es handelt sich um die siebenundzwanzigste Folge der ARD-Kriminalfilmreihe Nord bei Nordwest mit Hinnerk Schönemann, Jana Klinge und Marleen Lohse in den Hauptrollen. Regie führte Felix Herzogenrath nach einem Drehbuch von Niels Holle. Die Folge war ab Anfang Januar 2025 in der ARD-Mediathek zu sehen und hatte ihre Premiere am 16. Januar 2025 im Ersten.

## Handlung
Eine vermeintliche Seherin nimmt zu Beginn Kontakt mit Toten auf und kommt mit einer Botschaft aus dem Jenseits, dass die neue Bewohnerin des sogenannten Nolden-Hauses direkt in der ersten Nacht umkommen werde. Bei dem Haus handelt es sich um eine Villa, in dem angeblich noch immer der Geist der vor 30 Jahren Verstorbenen Inge Nolden umgeht. Bei dieser Séance sind neben dem Bestatter-Duo Bleckmann und Töteberg  auch der Besitzer des Hauses, Inge Noldens Bruder Lars und Maike Bülow, die noch um ihren Vater trauert, anwesend. Die neue Bewohnerin ist die Lübeckerin Lena Helbing, die das  leerstehende Haus bezieht, in dem es allerdings von Anfang an nicht mit rechten Dingen zuzugehen scheint. Grund für die Unruhe soll der Geist von Inge Nolden sein, nachdem Nolden vor vielen Jahren von ihrem Mann verlassen wurde und sich aus Kummer erhängt hat. Am Morgen nach ihrer ersten Nacht wird Lena Helbing ebenso wie Inge Nolden erhängt auf dem Dachboden aufgefunden. Hauke Jacobs, Hannah Wagner und Jule Christiansen stehen vor einem Rätsel. Vor allem Christiansen kannte Inge Nolden, die nach dem Tod ihrer Mutter so etwas wie eine Ersatzmutter für sie war.
Im weiteren Verlauf wird klar, dass Maike Bülow hinter dem ganzen „Spuk“ steckt. Weder Inge Nolden noch Lena Helbing hatten sich selbst umgebracht, sondern wurden von Bülow getötet. Diese war als 16-Jährige Haushälterin im Nolden-Haus und hatte eine Affäre mit dem Mann von Inge Nolden. Diese wiederum wurde dann nicht verlassen, sondern hat ihren Mann umgebracht und im Garten vergraben. Bülow erdrosselte Inge Nolden daraufhin und ließ es erfolgreich wie einen Selbstmord aussehen.
Nachdem 30 Jahre später das Haus vermietet werden sollte, engagierte sie die falsche Wahrsagerin Rosinski, sorgte für den Spuk im Haus und brachte schließlich auch Lena Helbing und Rosinski um, damit niemand auf die alten Spuren stoßen kann. Diesmal konnten die Taten allerdings nicht vertuscht werden, beim Showdown rettet Jule Christiansen Hauke Jacobs aus einer bedrohlichen Situation und überwältigt die Täterin.

## Hintergrund
Nord bei Nordwest – Das Noldenhaus wurde vom 13. Februar bis 16. April 2024 auf Fehmarn und Umgebung sowie in und um Hamburg gedreht.

## Rezeption

### Einschaltquote
Die Erstausstrahlung von Nord bei Nordwest – Das Noldenhaus am 16. Januar 2025 im Ersten erreichte 6,95 Millionen Zuschauer und damit einen Marktanteil von 28,5 Prozent, in der Zielgruppe der 14- bis 49-Jährigen waren es 0,49 Millionen (Marktanteil 9,7 Prozent).

### Kritik
Rainer Tittelbach von tittelbach.tv gab auf seiner Seite 4,5 von 6 Sternen und schrieb: „Wenn das Sujet des Übersinnlichen in Geschichten und Welten eindringt, die als realistisch empfunden werden und in denen Alltag und (Dreiecks-)Beziehung wie ein wiederkehrendes Ritual durchgespielt werden, wie das in ‚Nord bei Nordwest‘ (NDR, Degeto / triple pictures) der Fall ist, erweist sich diese Kombi als schwierig, widersetzen sich doch die paranormalen Kräfte der Krimi-Logik. Wie löst man solche Geschichten auf? Wie kommt man glaubwürdig raus aus der Geister-Nummer, ohne dass ‚Das Nolden-Haus‘ wie ein Kartenhaus der Effekte zusammenfällt? Wer den gewagten Genre-Mix nicht hinterfragt, wird 90 Minuten abwechslungsreich, aber mit weniger Beziehungswitz als gewohnt unterhalten. Dafür erzählt der Fall von Liebe – von enttäuschten Gefühlen und übernatürlicher Leidenschaft.“
Oliver Armknecht schrieb auf www.film-rezensionen.de: „Insgesamt ist der 27. Teil der Reihe wieder ein solider Film geworden, der Fans Freude bereiten sollte. Das Zusammenspiel des Ensembles funktioniert, die einzelnen Bestandteile werden unterhaltsam miteinander kombiniert. Zum Ende hin wird es sogar etwas spannender. Die Auflösung ist dabei weniger glücklich, man muss das Verhalten nicht ganz nachvollziehen können. Das schmälert den Eindruck aber nur unwesentlich. Nord bei Nordwest: Das Nolden-Haus kann man sich gut anschauen und ist im Kontext der vielen nur wenig interessanten Krimis, die Woche für Woche im öffentlich-rechtlichen Fernsehen ausgestrahlt werden, einer der besseren.“